# 방탄소년단의 아메리칸 허슬 라이프
《방탄소년단의 아메리칸 허슬 라이프》는 2014년 7월 24일부터 2014년 9월 11일까지 Mnet에서 방송된 리얼 버라이어티 프로그램이다. 미국 LA 올 로케이션으로 촬영되어 '강제 힙합 유학'을 당한 방탄소년단의 성장기를 담은 100% 로케이션 리얼리티로 8부작으로 방송 되었다.

## 소개
진정한 ‘힙합 아이돌’로 거듭 나기 위한 방탄소년단! 갱스터 힙합의 본토, 미국 LA로 떠난다! 앨범 작업 차 미국으로 출장가는 줄로만 알았던 방탄소년단 멤버들. 하지만 알고 보니 힙합 대부, 쿨리오와 워렌 지 등 힙합 튜터들과의 밀착훈련이 기다리고 있었다! '강제 힙합 유학'을 당한 방탄소년단의 성장기를 담은 100% 로케이션 리얼리티! 그들은 아무런 준비 없이 미국의 낯선 문화를 극복하고, 본고장의 힙합을 통해 한 단계 성장할 수 있을까?

## 출연
- 방탄소년단
  - RM
  - 진
  - 슈가
  - 제이홉
  - 지민
  - 뷔
  - 정국
- 워렌 지 (힙합 멘토)
- 방시혁 (특별 출연)